# 100 złotych 1966 Mieszko i Dąbrówka
100 złotych 1966 Mieszko i Dąbrówka – okolicznościowa moneta o nominale 100 złotych, bita w srebrze, wprowadzona do obiegu 22 lipca 1966 r. zarządzeniem z 29 stycznia 1966 r. (M.P. z 1966 r. nr 24, poz. 126), wycofana z dniem denominacji z 1 stycznia 1995 r., rozporządzeniem prezesa Narodowego Banku Polskiego z dnia 18 listopada 1994 r. (M.P. z 1994 r. nr 61, poz. 541).
Moneta wybita z okazji Tysiąclecia Państwa Polskiego.

## Awers
W centralnym punkcie umieszczono godło – orła bez korony, pod łapą znak mennicy w Warszawie, dookoła napis „POLSKA RZECZPOSPOLITA LUDOWA 1966”, całość otoczona herbami 17 województw, zgodnie z ówczesnym podziałem administracyjnym kraju.

## Rewers
Na tej stronie monety znajdują się postacie Mieszka i Dąbrówki, książę podtrzymuje lewą ręką tarczę z orłem piastowskim, a w prawej ręce ma miecz, poniżej napis „MIESZKO I DĄBRÓWKA”, pod nim „J.GOSŁAWSKI”, na dole „ZŁ 100 ZŁ”, a dookoła „TYSIĄCLECIE PAŃSTWA POLSKIEGO”.

## Nakład
Monetę bito w Mennicy Państwowej, w srebrze próby 900, stemplem zwykłym, na krążku o średnicy 35 mm, masie 20 gramów, z rantem gładkim, w nakładzie 198 000 sztuk, według projektu Józefa Gosławskiego.

## Opis
Moneta nazywana jest czasami stuzłotówką milenijną.
Stuzłotówka milenijna była pierwszą monetą o nominale 100 złotych i jednocześnie pierwszą obiegowo-okolicznościową moneta wybitą w srebrze.

## Powiązane monety
W serii monet próbnych kolekcjonerskich wybito, w srebrze próby 900, z napisem „PRÓBA”, dwa konkurencyjne projekty stuzłotówki z Mieszkiem i Dąbrówką:
- półpostacie Mieszka i Dąbrówki (nakład 31 000 sztuk) oraz
- głowy Mieszka i Dabrówki skierowane w prawo (nakład 30 000 sztuk).

Na obu tych monetach, na rancie, pojawił się wklęsły napis „1000 LECIE PAŃSTWA POLSKIEGO”.

## Wersje próbne
Istnieje wersja tej monety należąca do serii próbnej w niklu, wybita z datą 1966, w nakładzie 500 sztuk.
W serii monet próbnych niklowych istnieją inne lub zmodyfikowane projekty stuzłotówki milenijnej:
1. z datą 1960, awers i rewers jak w przypadku monety okolicznościowej,
2. z datą 1960, awers zgodny z monetą okolicznościową z 1966, rewers lekko zmodyfikowany o wzór dodany w tle monety,
3. z datą 1960, półpostacie Mieszka i Dąbrówki, z awersem i rewersem jak na monecie próbnej kolekcjonerskiej w srebrze z 1966 r.,
4. z datą 1960, głowy Mieszka i Dabrówki skierowane w prawo, awers jak na monecie okolicznościowej z 1966 r., rewers jak na monecie próbnej kolekcjonerskiej w srebrze z 1966 r.,
5. z datą 1960, głowy Mieszka i Dabrówki skierowane w prawo, awers jak na monecie okolicznościowej, rewers jak na monecie próbnej kolekcjonerskiej w srebrze z 1966 r., z tym że napis „100 ZŁ” znajdujący się na samym dole, został zastąpiony orzełkiem,
6. z datą 1960, głowy Mieszka i Dabrówki skierowane w prawo, rewers jak na monecie próbnej kolekcjonerskiej w srebrze z 1966 r., awers z dużym, stylizowanym orłem,
7. z datą 1960, głowy Mieszka i Dabrówki skierowane w prawo, rewers jak na monecie próbnej kolekcjonerskiej w srebrze z 1966 r., awers z dużym orłem,
8. z datą 1960, głowy Mieszka i Dabrówki skierowane w lewo.

W katalogach podawana jest również informacja o istnieniu wersji próbnych technologicznych:
1. z datą 1966, bez napisu „PRÓBA”, w srebrze próby 750, na cienkim krążku[7],
2. z datą 1966, z dodanym wzorem w tle na rewersie (jak moneta 2. powyżej), w srebrze Ag750 (10 sztuk) i miedzioniklu (10 sztuk)[8],
3. z datą 1966, z tym, że orzeł piastowski z tarczy podtrzymywanej przez Mieszka zastąpiony został orłem śląskim[9].